# Inversión alternativa

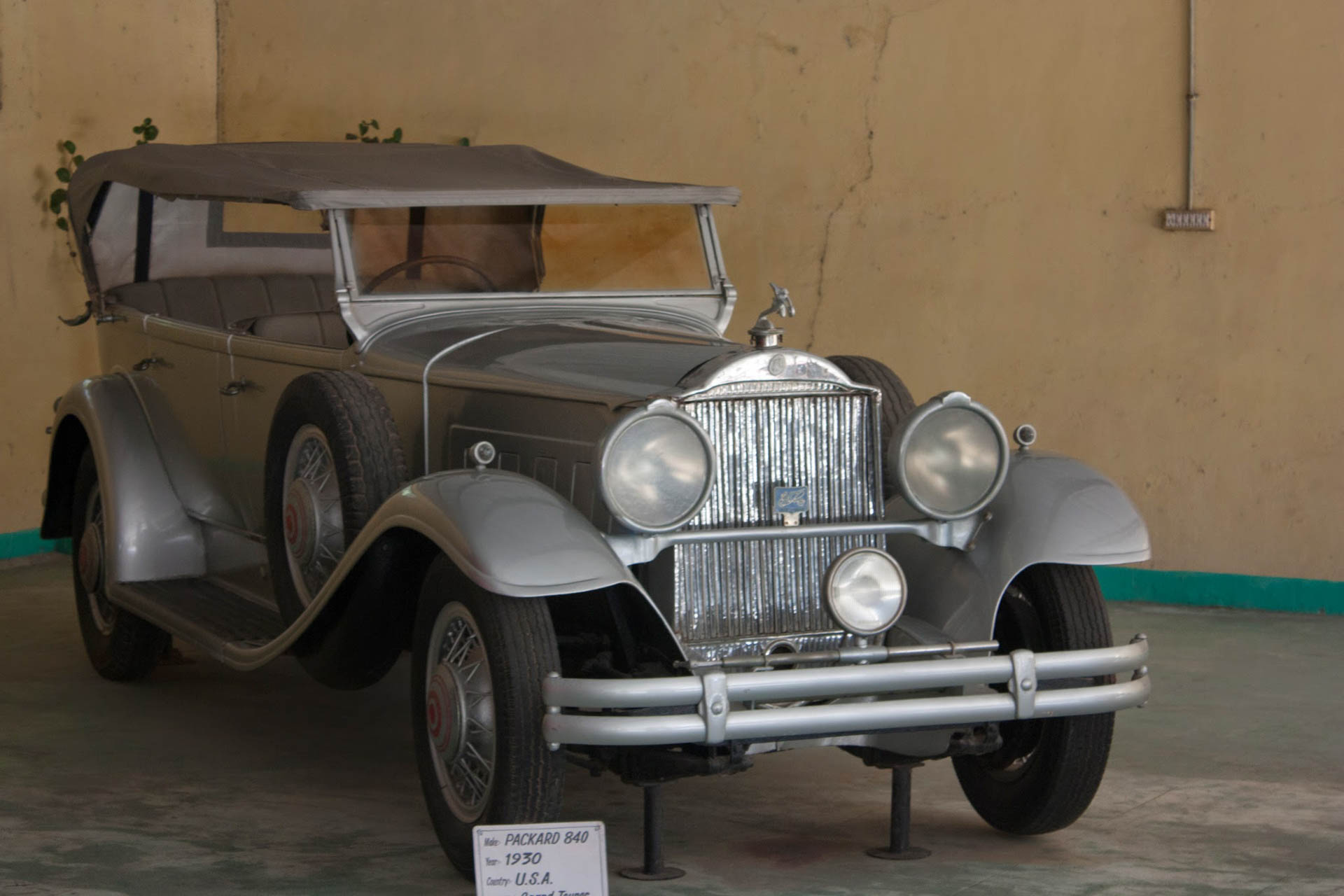
Autos antiguos de la colección Pranlal Bhogilal en el Auto World Vintage Car Museum en Kathwada, Gujarat.

La Inversión alternativa es una inversión en activos de cualquier clase que no sean acciones, bonos, y dinero. El término es relativamente libre e incluye activos tangibles e intangibles como metales preciosos, arte, vino, antigüedades, monedas o sellos y activos financieros como inmuebles, mercancías, capital de inversión, compañías en bancarrota, fondos de cobertura, bonos de carbono, capital riesgo, producción de películas, derivados financieros, y criptomonedas. Las inversiones en inmuebles, bosques y transporte marítimo son denominadas frecuentemente como "alternativas" a pesar de su uso ya arraigado para la conservación y aumento de la riqueza. En el último siglo, los diamantes de colores no convencionales se han convertido en un tipo de inversión. La inversión alternativa es lo contrario de la inversión tradicional.